# Maria Hilf (Wallerstein)

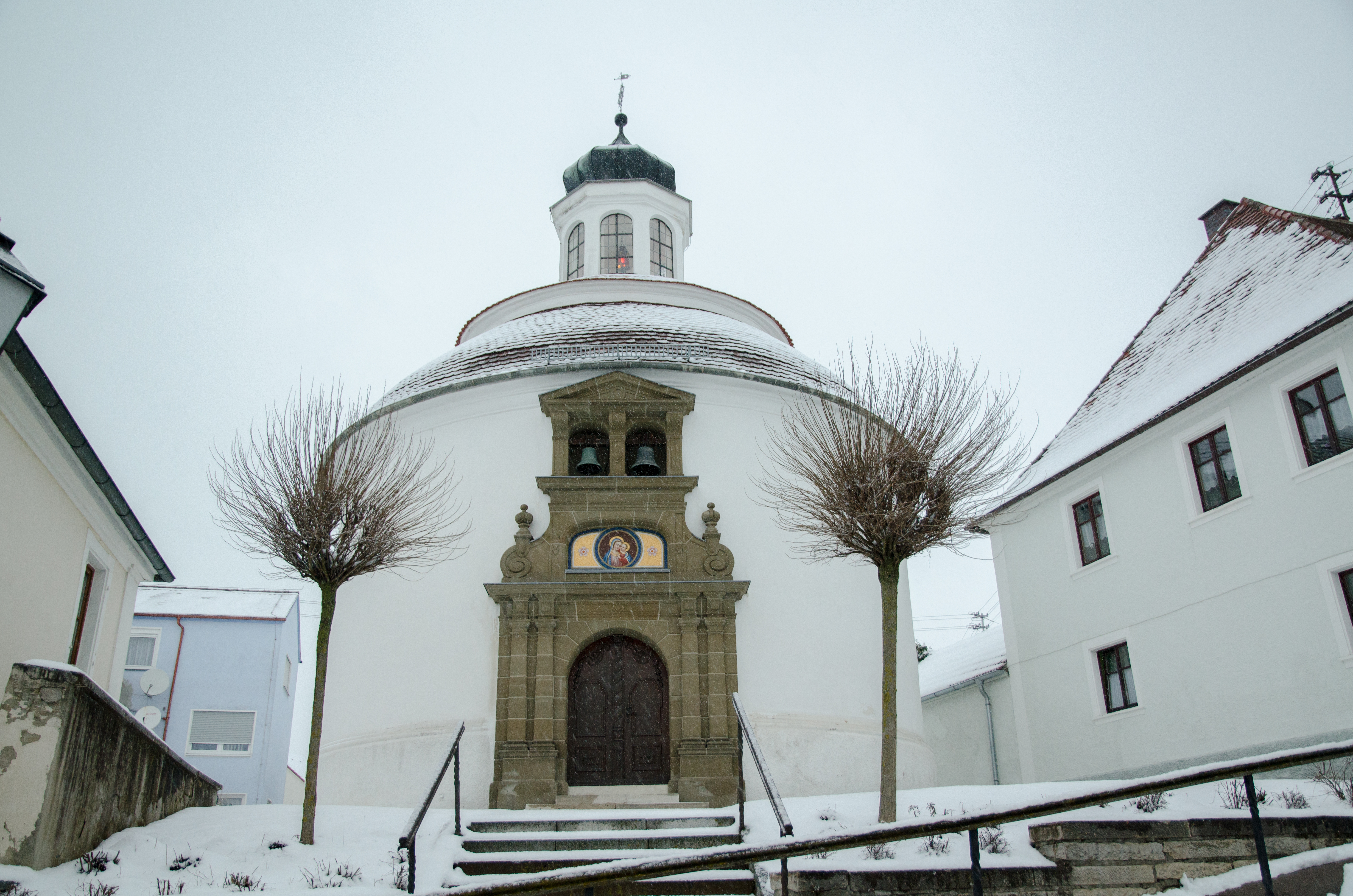
Maria Hilf in Wallerstein

Die römisch-katholische Kapelle Maria Hilf steht in Wallerstein, einem Markt im schwäbischen Landkreis Donau-Ries von Bayern. Das Bauwerk ist in der Liste der Baudenkmäler in Wallerstein unter der Nr. D-7-79-224-51 eingetragen.

## Beschreibung
Die Rotunde wurde um 1625 im Auftrag von Maria Elisabeth von Oettingen-Spielberg als Votivkapelle in Anlehnung an die Wallfahrtskapelle auf dem Lechfeld errichtet. Der kreisförmige Zentralbau ist mit einer Kuppel bedeckt, die von einer achtseitigen Laterne gekrönt ist. Das nördliche rustizierte Portale ist weitgehend erhalten. Das südliche Portal wurde um 1625 mit einer Ädikula gerahmt. Im Tympanon befindet sich ein Marienbildnis. Darüber ist ein offener Glockenstuhl mit zwei Kirchenglocken angebracht.